# Aya Hisakawa
Aya Hisakawa (久川 綾, Hisakawa Aya), chanteuse de J-pop et seiyū, est née le 12 novembre 1968 à Kaizuka, dans la préfecture d'Ōsaka. En plus d'avoir lancé plusieurs albums solos et singles elle est connue pour les nombreux rôles qu'elle a tenu à la télé (anime), à la radio (drama) et sur console.

## Rôles notables
- Bulma dans Dragon Ball (depuis la mort de Hiromi Tsuru)
- Sailor Mercure dans Sailor Moon
- Kero-chan dans Cardcaptor Sakura et Tsubasa Chronicle
- Yuki Soma dans Fruits Basket
- Miki Kaoru dans Utena la fillette révolutionnaire
- Yohko Mano dans Devil Hunter Yohko
- Akino dans Mobile Fighter G Gundam
- Becky Farrah dans Gunsmith Cats
- Skuld dans Ah! My Goddess
- Minamo Kurosawa ("Nyamo") dans Azumanga daioh
- Yoko Nakajima dans Les 12 royaumes
- Chloé dans Noir
- Tarta dans Magic knight Rayearth
- Limelda dans Madlax
- Rei dans Beyblade
- Arisa dans Nuku Nuku
- Iria dans Iria - Zeiram the Animation
- Hinoto dans X
- Lem Sayblam dans Trigun
- Miyuki Haneda dans 801 T.T.S. Airbats
- Nanase Aasu dans Puni puni poemi
- Anne Anzai dans Excel Saga
- Yuko dans Here is greenwood
- Chris dans Villgust
- Shitô Haruka dans RahXephon
- Fumio Usui dans Karin
- Maya Natsume dans Enfer et paradis
- Arimi Suzuki dans Marmalade Boy
- Lindy Harlaown dans Magical Girl Lyrical Nanoha, A's et StrikerS
- Retsu Unohana dans Bleach
- Yuri Tsukikage dans HeartCatch PreCure!
- Sonia dans Saint Seiya Omega
- Leona dans Dragon Quest : La Quête de Daï
- Jody Hayward ( Blue Eyes) dans El cazador de la bruja
- Charlotte Chiffon dans One Piece
- Palutena dans Super Smash Bros. Ultimate
- Mina dans Tengoku-Daimakyo